# Хетепхерес I
Хетепхерес I — давньоєгипетська цариця IV династії фараонів.

## Життєпис
Була донькою фараона Гуні з III династії. Останній надав їй титул «Донька бога». Саме шлюб з нею зміцнив позиції Снофру на його підйомі до царського престолу й заснуванні IV династії. Після їх одруження були об'єднані дві родини, що сприяло переходу царської крові від однієї династії до другої.
Можливо, що Хетепхерес I була лише однією з другорядних дружин царя Снофру і здобула популярність лише після того, як її син Хеопс (Хуфу) виріс і зійшов на трон. Останній звів для матері спеціальну піраміду.
Хетепхерес I померла під час царювання свого сина Хеопса. Була спочатку похована в G1-а — найпівнічнішій з малих пірамід. Після її розграбування була викопана нова шахта для нової гробниці, куди й перенесли все похоронне начиння.

## Гробниця цариці
Починаючи з 1902 року, спільна експедиція Гарвардського університету та Бостонського Музею витончених мистецтв періодично проводила розкопки на плато Гіза. Протягом наступних 23 років археологи розчищали від піску й сміття необстежені області. 9 лютого 1925 року, в той час, як керівник експедиції Джордж Рейснер повернувся в США, один зі штатних фотографів зауважив ділянку тинькування там, де очікував побачити вапнякову породу. Під керівництвом Ахмеда Саїда, заступника Рейснера, робітники очистили потрібний майданчик і, розбивши гіпс, відкрили глибоку шахту (G7000x), що йде вниз на 26 м.
На її дні виявилася невелика камера, вимощена цегляною кладкою, всередині якої виявилося безладне нагромадження різних похоронних об'єктів, включаючи білий алебастровий саркофаг, облицьовані золотом підпірки для навісу, позолочені дерев'яні меблі та багато іншого. Серед них англійському єгиптологу Джону Баттіскому Ганну вдалося ідентифікувати напис «Снофру», це означало, що власник гробниці жив за часів правління цього фараона.
Попри те, що саркофаг було запечатано, а всі канопи були цілими, мумія Хетепхерес I зникла. Шухляда для каноп, що являє собою квадратний контейнер з 4 меншими відділеннями такої ж форми всередині, є одним найстарішим з відомих речей подібного штибу. Тому припускають, що Хетепхерес I була одним з перших членів царської родини, для якої застосовувалася процедура збереження внутрішніх органів. У чотирьох внутрішніх осередках містилися органічні рештки, а у 2 з них були також виявлені сліди якоїсь рідини. Наступні тести довели, що ця рідина колись була 3 % розчином єгипетського натру у воді, який використовували в процесі муміфікації.
Вміст гробниці надає багато деталей способу життя і розкоші за часів IV династії. Речі, виявлені в гробниці Хетепхерес I, нині виставлені в експозиції Єгипетського музею в Каїрі (Єгипет), ретельно відтворені копії поховальних меблів знаходяться в Музеї витончених мистецтв у Бостоні (США).